# U.S. Capitol Gatehouses and Gateposts
Les U.S. Capitol Gatehouses and Gateposts sont des porteries et piliers anciens exposés autour du National Mall de Washington, aux États-Unis. Dessinés par Charles Bulfinch vers 1827, ils se trouvaient autrefois à proximité immédiate du Capitole des États-Unis, mais ont depuis été dispersés plus loin. Ils sont inscrits au Registre national des lieux historiques depuis le 30 novembre 1973.